# Asfaltão
Asfaltão é uma escola de samba do carnaval do Rondônia. Sua sede fica na cidade de Porto Velho.

## História
A escola foi fundada em 1971 quando um grupo de funcionários da antiga usina de asfalto, que trabalhavam naquele dia, resolveram fazer um desfile improvisado. A obra onde trabalhavam era localizada no bairro da Embratel. Após o término do recapeamento da Av. 7 de setembro, resolveram desce-la da maneira que se encontravam, com seus corpos ainda sujos de piche, e com seus instrumentos de trabalho: pá, vassouras e picaretas. Considerados pelo público do carnaval como sucesso, decidiram continuar o desfile por anos seguintes, até oficializarem a criação da entidade, dando-lhe o nome de Asfaltão em homenagem ao piche de asfalto em que trabalhavam no dia em que tudo começou.
No início a agremiação desfilava como bloco de sujo, passando posteriormente por outras modalidades, como bloco de empolgação, bloco de enredo até tornar-se escola de samba, começando na segunda divisão. 
Por problemas financeiros, a escola esteve fora do carnaval entre 1999 e 2006.
Em 2007, já com nova sede, no bairro Santa Bárbara - sede esta dividida com o bloco Calixto e Cia - retornou ao carnaval, trazendo como tema de seu desfile o enredo "do lixo ao luxo".
Em 2008, apresentou o enredo "fé, misticismo", que também fazia uma referência ao bairro. 
Já no ano seguinte apresentou um Carnaval tendo como tema a energia. Em 2010 apresentamos o tema:"sou caboclo, beradeiro, filho deste chao. Porto Velho é meu orgulho, é minha paixão" (de autoria de Oscar Knight).
Para o carnaval de 2011 com o tema: "Mascaras. Mistério, Magia, Poder e sedução. Quem é você neste Carnaval" (de autoria de Oscar Knight), apresentamos como de costume, um grande teatro na avenida, contando e cantando as várias fases das Mascaras. Desde os primórdios da humanidade até os dias de hoje onde cada ser humano possui uma mascara oculta.

## Carnavais
| Ano                                          | Colocação                                    | Grupo                                        | Enredo                                                                              | Carnavalesco                                 | Ref.        |
| -------------------------------------------- | -------------------------------------------- | -------------------------------------------- | ----------------------------------------------------------------------------------- | -------------------------------------------- | ----------- |
| 2007                                         |                                              | Especial                                     | Do lixo ao luxo                                                                     |                                              |             |
| 2008                                         |                                              | Especial                                     | Fé, Misticismo, Samba e Boemia - Asfaltão Canta Santa Bárbara                       |                                              |             |
| 2010                                         | Vice-campeã                                  | Especial                                     | Sou caboclo, beradeiro, filho deste chao. Porto Velho é meu orgulho, é minha paixão |                                              |             |
| 2011                                         |                                              |                                              | Máscaras. Mistério, Magia, Poder e sedução. Quem é você neste Carnaval              | Oscar Nigthz                                 |             |
| 2012                                         | Campeã                                       | Especial                                     | Açaí, o néctar dos Deuses da Floresta, da Amazônia para o Mundo                     | Oscar Nigthz                                 | [ 3 ]       |
| Não ocorreu desfile nos anos de 2013 e 2014. | Não ocorreu desfile nos anos de 2013 e 2014. | Não ocorreu desfile nos anos de 2013 e 2014. | Não ocorreu desfile nos anos de 2013 e 2014.                                        | Não ocorreu desfile nos anos de 2013 e 2014. | [ 4 ] [ 5 ] |
| 2016                                         | Campeã                                       | Especial                                     | Não sei se é sonho, utopia ou ilusão, vou cumprir minha missão                      |                                              | [ 6 ] [ 7 ] |
| 2018                                         | Campeã                                       | Especial                                     | Do Forte Príncipe ao Porto. Hoje Bainha é Rei, na Corte do Tigre.                   |                                              | [ 8 ]       |